# Palacio de los marqueses de Embid
El palacio de los marqueses de Embid es un palacio situado en la localidad guadalajareña de Molina de Aragón (España). Se trata de un edificio neoclásico del siglo XX ubicado en la plaza de España que fue construido por Juan Ruiz de Molina, primer señor de Embid.